# Marek Marczyk
Marek Marczyk (ur. 23 marca 1948 w Warszawie) – polski altowiolista, od 1983 jest solistą i kierownikiem grupy altówek Filharmonii Narodowej w Warszawie.
Profesor altówki oraz kameralistyki na Uniwersytecie Muzycznym Fryderyka Chopina w Warszawie.
Studia muzyczne ukończył w klasie altówki prof. Stefana Kamasy w 1972 r. w Państwowej Wyższej Szkole Muzycznej w Warszawie.
W latach 1971–1984 był członkiem i solistą Orkiestry Kameralnej Filharmonii Narodowej pod kier. Karola Teutsha. Z zespołem tym dokonał wielu nagrań dla Polskiego Radia i Telewizji, dla radia RIAS, dla radia Hilversum, oraz dla Radia Bawarskiego. 
W latach 1972–1976 był członkiem Kwartetu Smyczkowego Magdaleny Rezler, z którym w roku 1973 zdobył III nagrodę na Międzynarodowym Konkursie Kameralnym w Budapeszcie.
Od 1986 roku jest członkiem Polskiego Kwartetu Fortepianowego, z którym dokonał nagrań płytowych z muzyką polską dla angielskiej wytwórni Olimpia.
Od 2002 r. jest również koncertmistrzem reaktywowanej Orkiestry Kameralnej Filharmonii Narodowej.